# Glenn-Gould-Preis
Der Glenn-Gould-Preis ist ein von der Glenn Gould Foundation seit 1987 vergebener internationaler Preis in Erinnerung an den kanadischen Pianisten Glenn Gould. Er wird an lebende Personen in Anerkennung ihres Beitrages für Musik und Kommunikation verliehen. Der Preis wurde zunächst in dreijährigem Turnus vergeben und war mit 50.000 kanadischen Dollar dotiert.
Die Preisträger (Laureates) haben seit 1993 zusätzlich die Aufgabe, den Empfänger des von der Stadt Toronto vergebenen, ursprünglich mit 10.000 C$ dotierten, Glenn Gould International Protégé Prize in Music zu benennen.
Mittlerweile wurden die Dotierungen des Hauptpreises auf 100.000 C$ und des Protégé-Preises auf 15.000 C$ angehoben. Ab 2011 wurde der Preis, mit einer Ausnahme nach 2015, in zweijährigem Turnus vergeben.

## Preisträger
- 1987 R. Murray Schafer
- 1990 Yehudi Menuhin
- 1993 Oscar Peterson; Protégé: Benny Green
- 1996 Tōru Takemitsu; Protégé: Tan Dun
- 1999 Yo-Yo Ma; Protégé: Wu Man
- 2002 Pierre Boulez; Protégé: Jean-Guihen Queyras
- 2005 André Previn; Protégé: Roman Patkoló
- 2008 José Antonio Abreu; Protégé: Gustavo Dudamel
- 2011 Leonard Cohen;[3] Protégé: The Children of Sistema Toronto
- 2013 Robert Lepage; Protégé: L'orchestre D'Hommes-Orchestres
- 2015 Philip Glass; Protégé: Timo Andres
- 2018 Jessye Norman; Protégé: Cécile McLorin Salvant
- 2020 Alanis Obomsawin;[4] Protégé: Victoria Anderson-Gardner
- 2022 Gustavo Dudamel